# Kasansai
Il Kasansai (in kirghiso Касансай?, Kasansay; in uzbeco Косонсой?, Kosonsoy; in russo Касансай?, Kasansaj) è un affluente di destra del Syr Darya che scorre attraverso il Kirghizistan (regione di Jalal-Abad) e l'Uzbekistan (regione di Namangan).
Nasce nel settore meridionale dei monti Chatkal. Nel suo corso superiore è noto anche come Chalkidysai (Чалкидысай). Scorre in direzione est attraverso questa regione montuosa e prima di lasciare le montagne il suo corso viene arginato dalla diga di Kasansai. Dopo aver raggiunto la valle di Fergana, il fiume svolta verso sud, attraversa il confine con l'Uzbekistan, scorre attraverso l'omonima città di Kosonsoy, prosegue il suo viaggio verso sud, attraversa la città di Turakurgan e si getta da destra nel Syr Darya, proveniente da est, ad ovest della capitale provinciale Namangan.
Il Kasansai ha una lunghezza di 127 km e drena un'area di 1780 km². Nell'insediamento di Baimak (Баимак), 52 km a monte della foce, ha una portata media di 11,6 m³/s. Una parte delle sue acque viene utilizzata per l'irrigazione.